# Vladimir Konkine
Vladimir Alexeïevitch Konkine (en russe : Владимир Алексеевич Конкин), né le 19 août 1951 à Saratov en URSS, est un acteur soviétique et russe de théâtre et cinéma, Artiste émérite de Russie en 2010. Il est également un auteur qui a publié des nouvelles et des essais et est aussi présentateur à la télévision russe.

## Biographie
En 1995, il est membre du jury du 1er Festival international du film Stojary de Kiev (Ukraine).

## Filmographie partielle
- 1973 : Et l'acier fut trempé de Nikolaï Machtchenko : Pavel Kortchaguine
- 1974 : A Lover's Romance (Романс о влюбленных)
- 1976 : Un, deux... les soldats marchaient... (Аты-баты, шли солдаты...)
- 1979 : Il ne faut jamais changer le lieu d'un rendez-vous de Stanislav Govoroukhine : Charapov
- 1981 : Les Aventures de Tom Sawyer et Huckleberry Finn de Stanislav Govoroukhine
- 1989 : Le Syndrome asthénique de Kira Mouratova
- 2000 : Les Romanov : une famille couronnée de Gleb Panfilov

## Doublage

### Fictions
- 1996 : Le Jaguar : plusieurs personnages
- 1998 : Il faut sauver le soldat Ryan
- 1999 : 2267, ultime croisade :
- 2000 : Mission impossible 2 :
- 2002 : La Mémoire dans la peau :
- 2003 : Le Seigneur des anneaux : Le Retour du roi :

### Dessins animés
- 2001 : La Fleur écarlate - nouvelle version sonore